# Nesles
Nesles je francouzská obec v departementu Pas-de-Calais v regionu Hauts-de-France. Žije zde přibližně 1 100 obyvatel.

## Geografie

### Sousední obce
| Růžice kompasu |                     | Condette  |             | Růžice kompasu |
| Růžice kompasu | Neufchâtel-Hardelot | Sever     | Verlincthun | Růžice kompasu |
| Růžice kompasu | Neufchâtel-Hardelot | Nesles    | Verlincthun | Růžice kompasu |
| Růžice kompasu | Neufchâtel-Hardelot | Jih       | Verlincthun | Růžice kompasu |
| Růžice kompasu |                     | Halinghen |             | Růžice kompasu |